# Papuanski zaljev
Papuanski zaljev (engleski:  Gulf of Papua) je veliki zaljev u Koraljnom moru dijelu Tihog oceana.

## Geografske karakteristike
Papuanski zaljev proteže se na oko 360 km u smjeru istok - zapad, duž jugoistočne obale otoka Nova Gvineja u državi Papua Nova Gvineja, dubok je 150 km u smjeru sjever-jug.
U Papuanski zaljev utječe brojne rijeke od kojih je najveća Fly, ostale veće rijeke su; Bamu, Turama, Kikori, Purari, Lakekamu i  Vanapa.
Zaljev ima nejednaku dubinu, najveća izmjerena je oko 200 m, na vanjskom rubu zaljeva. U novije vrijeme u zaljevu su otkrivene su velike količine zemnog plina.

## Vanjske poveznice
- Gulf of Papua na portalu Encyclopædia Britannica (engl.)